# Tonie Campbell

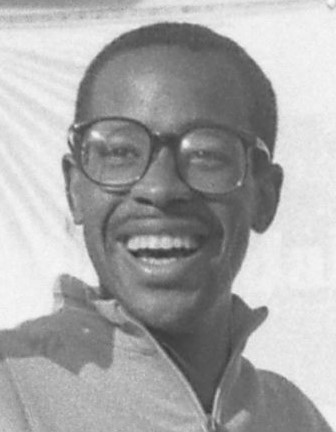
Tonie Campbell (1984)

Anthony Eugene „Tonie“ Campbell (* 14. Juni 1960 in Los Angeles) ist ein ehemaliger US-amerikanischer Hürdenläufer.
1983 gewann er bei den Panamerikanischen Spielen in Caracas die Bronzemedaille im 110-Meter-Hürdenlauf. Im folgenden Jahr belegte er bei den Olympischen Spielen 1984 in seiner Heimatstadt Los Angeles den fünften Platz. Bei den Leichtathletik-Hallenweltmeisterschaften 1987 in Indianapolis sicherte er sich den Titel im 60-Meter-Hürdenlauf, nachdem die beiden Favoriten Mark McKoy durch Sturz und Greg Foster durch Disqualifikation aus der Wertung fielen.
Den bedeutendsten Erfolg seiner Karriere feierte Campbell bei den Olympischen Spielen 1988 in Seoul. Im 110-Meter-Hürdenlauf gewann er in 13,38 s die Bronzemedaille hinter seinem Landsmann Roger Kingdom (12,98 s) und dem Briten Colin Jackson (13,28 s).
Tonie Campbell ist 1,88 m groß und hatte ein Wettkampfgewicht von 77 kg.

## Bestleistungen
- 110 m Hürden: 13,17 s, 17. August 1988, Zürich
- 60 m Hürden (Halle): 7,51 s, 8. März 1987, Indianapolis